# Sandy Wexler
Sandy Wexler es una película de comedia de 2017 dirigida por Steven Brill y escrita por Dan Bulla, Paul Sado y Adam Sandler. Protagonizada por Sandler, Jennifer Hudson, Kevin James, Terry Crews, Rob Schneider, Colin Quinn, Nick Swardson, Lamorne Morris y Arsenio Hall, sigue la historia de un mánager de talentos en Hollywood en la década de 1990. Fue estrenada en Netflix el 14 de abril de 2017.

## Sinopsis
Sandy Wexler (Adam Sandler) es un mánager de talentos que reside y trabaja en Los Ángeles en la década de 1990. Representa a un grupo de clientes excéntricos al margen del mundo del espectáculo. Sus habilidades como mánager se ven desafiadas cuando descubre a una cantante realmente talentosa, Courtney Clarke (Jennifer Hudson).  El personaje de Wexler es un homenaje satírico al mánager de la vida real de Sandler, Sandy Wernick.

## Reparto
- Adam Sandler es Sandy Wexler.[2]

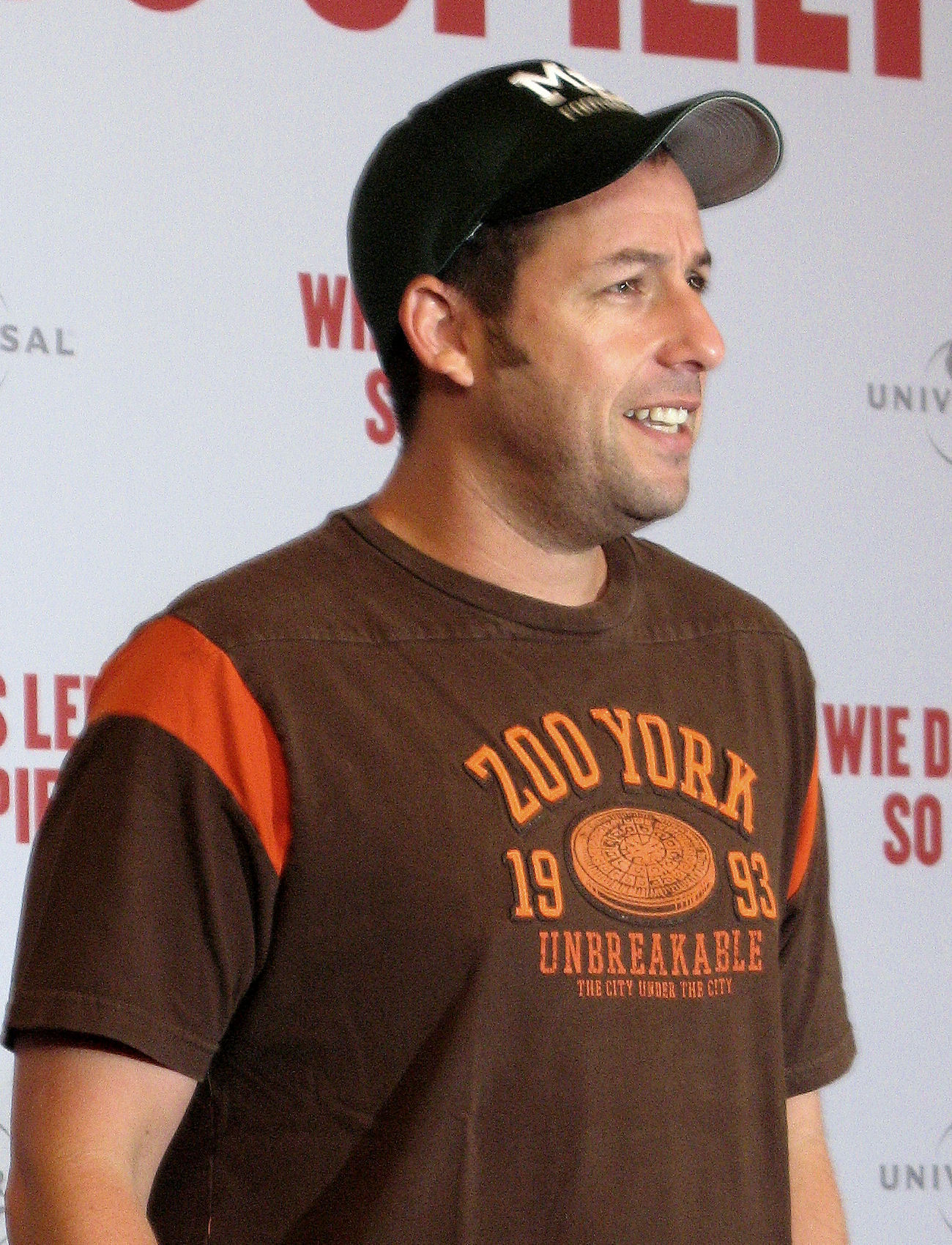
Adam Sandler interpreta el papel de Sandy Wexler en la película.

- Jennifer Hudson es Courtney Clarke.[2]
- Kevin James es Ted Rafferty.[2]
- Terry Crews es "Bedtime" Bobby Barnes.[2]
- Rob Schneider es Firuz.[2]
- Colin Quinn es Kevin Connors.[2]
- Lamorne Morris es Bling.[2]
- Nick Swardson es Gary Rodgers.[2]
- Jackie Sandler es Amy Baskin.
- Jane Seymour es Cindy Marvelle.[3]
- Ido Mosseri es Yuri.
- Aaron Neville es Willy Clarke.
- Arsenio Hall es él mismo.[2]
- Sandy Wernick es Peter Marvelle.
- Wayne Federman es Eric Lamonsoff.[2]
- Luis Guzmán es Oscar.
- Rob Reiner es Marty Markowitz.
- Chris Elliott es el señor Buttons.
- Milo Ventimiglia es Barry Bubatzi.
- Eugenio Derbez es Ramiro Alejandro.
- Jessica Lowe es la señora Gideon.
- Allen Covert es Gurvy.
- Jonathan Loughran es Jon.
- Kate Micucci es Trisha.

Aparecen en la película además celebridades como Jewel, Darius Rucker, Jason Priestley, Gary Dell'Abate, Arsenio Hall, Quincy Jones, Judd Apatow, Janeane Garofalo, Pauly Shore, Kevin Nealon, Lorne Michaels, Dana Carvey, Chris Rock, David Spade, George Wendt, Penn Jillette, Henry Winkler, Tony Orlando, Al B. Sure!, Brian McKnight, Vanilla Ice, Jimmy Kimmel, Conan O'Brien, Jay Leno, Louie Anderson, "Weird Al" Yankovic, Kenneth "Babyface" Edmonds, Mason "Ma$e" Betha, Lisa Loeb, Jon Lovitz, Budd Friedman y su esposa Alix Friedman.

## Producción y lanzamiento
El 20 de julio de 2016, Jennifer Hudson se unió al reparto de la película y el 26 de julio del mismo año, Kevin James, Terry Crews, Rob Schneider, Colin Quinn, Nick Swardson, Lamorne Morris y Arsenio Hall también aseguraron su participación. El rodaje dio inicio el 2 de agosto de 2016.
La película fue estrenada a nivel mundial por Netflix el 14 de abril de 2017.

### Recepción
En Rotten Tomatoes, Sandy Wexler cuenta con un índice de audiencia aprobatorio del 27%, basado en 22 reseñas. En Metacritic tiene una puntuación de 40 sobre 100, basada en ocho críticas, indicando "reseñas mixtas".